# Electrònica de consum
L'electrònica de consum engloba tots els equips elèctrics utilitzats quotidianament i generalment s'utilitza en l'entreteniment, la comunicació i l'oficina. Dins dels productes classificats sota la categoria d'electrònica de consum trobem el computador personal, els telèfons, els MP3, els equips d'àudio, televisors, calculadores, GPS Sistema de navegació per a automòbils, reproductors i gravadores de vídeos, com per exemple el DVD, VHS o càmeres de vídeo.
El creixement continuat amb la fusió entre informació, comunicació i entreteniment està contribuint a un nou impuls en la indústria dels béns de consum tecnològics (TCG, per les seves sigles en anglès), la qual ha cregut mundialment de forma exponencial durant els darrers cinc anys.
Les companyies estatunidenques, japoneses i coreanes són capdavanteres mundials en la comercialització de l'electrònica de consum. Algunes de les marques més conegudes són: Samsung, Sony, JVC, Panasonic, HP, LG, Apple i altres.

## Situació a Espanya
En el cas d'Espanya, els ingressos del sector dels béns de consum tecnològic van superar la xifra dels 4.300 milions d'euros durant l'últim trimestre de 2018. L''electrònica de consum i els productes vinculats a les telecomunicacions i les tecnologies de la informació han estat els més beneficiats per aquest impuls. Per aquest motiu, no és d'estranyar que els espanyols gasten de mitjans més de 400 euros en productes tecnològics, o que el volum de negoci del comerç electrònic d'electrodomèstics i productes d'imatge i so ascendeix a uns 242 milions d'euros només el darrer trimestre de 2018.
Segons dades del 2021, a les llars espanyoles gairebé el 100% dels habitatges principals estan proveïts d'almenys un televisor, i sobre el 90% les llars que disposen de telèfon mòbil. En el cas d'altres tecnologies com els ordinadors i els aparells de ràdio, la presència a les llars és lleugerament inferior, encara que amb percentatges en tots dos casos superiors al 70%. El telèfon mòbil és el producte mes demandat amb un 99,5%, seguit de l'ordinador personal amb un 81,4%. Mes lluny se situen el telèfon fix amb un 71,1% i la tablet amb un 58,4%.
En aquest procés de desenvolupament, diverses tecnologies han patit davallades en benefici d'altres. Els terminals de telefonia fixa o els reproductors de MP3 o MP4, així com els de DVD, han disminuit les vendes i la penetració a les llars espanyoles, a conseqüència de les noves opcions tecnològiques i d'entreteniment audiovisual.

## Història
Durant els primers anys del segle xx, el fonògraf no va utilitzar electrònica. L'agulla i la trompa eren tecnologies purament mecàniques. Amb tot a la dècada de 1920, la radiodifusió es va convertir en la base de la producció massiva de receptors de ràdio. Els tubs termoiònics que s'havien utilitzat amb les ràdios també es van incorporar en els tocadiscs, per amplificar el so de manera que es pogués reproduir a través d'un altaveu. Aviat es va inventar la televisió, però va romandre insignificant en el mercat de consum fins a la dècada de 1950.
El primer transistor de consum, va ser inventat per John Bardeen i Walter Houser Brattain als Laboratoris Bell l'any 1947, la qual cosa va portar a una investigació significativa en el camp dels semiconductors d'estat sòlid a principis dels anys cinquanta. La invenció i el desenvolupament dels primers transistors a Bell van donar lloc a les ràdios transistors. Això va provocar l'aparició de la indústria de l'electrònica de consum d'entreteniment domèstic a partir dels anys 50, en gran part a causa dels esforços de Tokyo Tsushin Kogyo (ara Sony) per comercialitzar amb èxit la tecnologia de transistors per a un mercat massiu, amb ràdios de transistors assequibles i després televisors.
Els circuits integrats (CI) van seguir l'evolució de l'electrònica de consum quan els fabricants van construir circuits amb finalitats militars en un sol substrat mitjançant connexions elèctriques dins del propi xip. La tecnologia CI va conduir a l'electrònica de consum més avançada i més barata, com ara televisors, calculadores de butxaca i, a la dècada de 1980, consoles de videojocs i ordinadors personals assequibles que les famílies habituals de classe mitjana podien comprar.